# Килиан, Дьёрдь

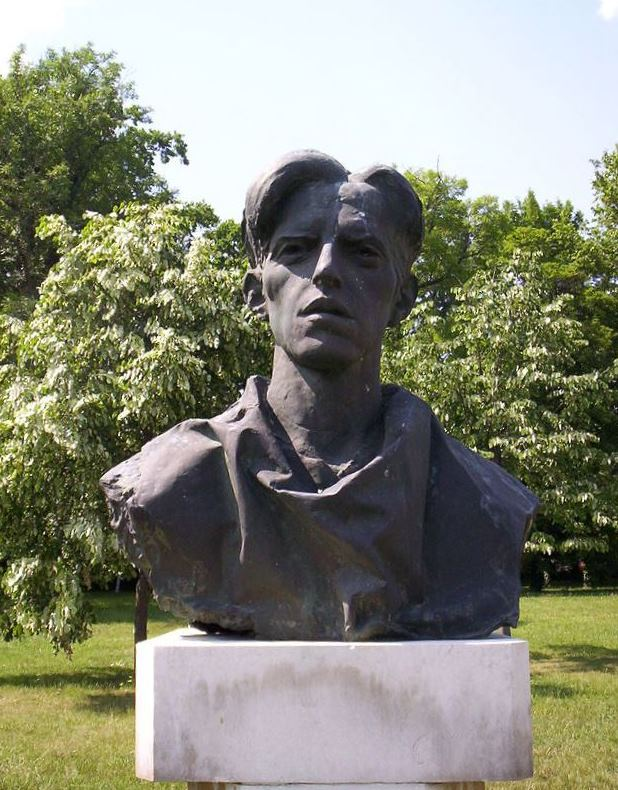
Бюст Дьёрдя Килиана в парке г. Папа

Дьёрдь Килиан (Киллиан) (венг. Kilián György; 12 марта 1907, Будапешт — 1943, Польша) — венгерский коммунист, антифашист, редактор, спортсмен. Эсперантист.

## Биография
Рабочий-слесарь. С 1927 года сотрудничал с коммунистической прессой. Активный пропагандист сокольской системы физвоспитания. Будучи членом гимнастической секции рабочего спортивного общества «Вашаш», много внимания уделял раскрытию реакционной сущности профашистской организации «Левейте».
Был один из лидеров молодежной подпольной коммунистической организации. В 1930 году — делегат на съезде коммунистической пролетарской молодежи в Австрии.
Затем, в 1930—1931 годах в Москве учился в партийной школе. После возвращения на родину стал редактором коммунистического журнала «Молодой пролетарий» и секретарём Союза коммунистической молодёжи.
После того, как 13 сентября 1931 года террорист-одиночка организовал сход с рельсов Венского экспресса с виадука возле Будапешта, премьер-министр Дьюла Каройи ввёл военное положение и обвинил в случившемся коммунистов. В июле 1932 года венгерскими властями был раскрыт подпольный секретариат ЦК Коммунистической партии Венгрии. Одновременно с лидерами подпольной Коммунистической партии Венгрии Имре Шаллаи и Шандором Фюрстом, был арестован и Дьёрдь Килиан, которого приговорили к году тюремного заключения, позже, находился под наблюдением полиции. В августе 1935 года снова арестован, освобождён в июле 1938 года.
После освобождения Д. Килиан ушёл в подполье, а спустя некоторое время перебрался в Москву, где прошёл специальную диверсионную подготовку. В разгар войны вместе с десантом венгерский спортсмен высадился на оккупированной территории Польши и сражался с фашистами в партизанском отряде. В июне 1943 года (по другим источникам в ноябре) пропал без вести во время одной из операций, его дальнейшая судьба неизвестна.

## Память
В период коммунистической власти в Венгрии, особенно при Яноше Кадаре, Дьёрдь Килиан почитался одним из самых знаменитых партизанских деятелей-жертв борьбы с фашизмом.
До 1990 года его имя носил ряд улиц, площадей, учебных заведений Венгрии, в том числе, с 1949 авиашкола пилотов и техников (позже, авиационно-техническое училище) «Killian Gyorgy» в Сольнок, подготовку в котором прошёл первый космонавт Венгрии Берталан Фаркаш.
В 1961 году почта Венгрии выпустила марку посвящённую Дьёрдю Килиану.